# Aglipay (Quirino)
Aglipay ist eine Stadtgemeinde in der philippinischen Provinz Quirino. 

## Geografie
Aglipay ist durch zwei Klimatypen beeinflusst. Das Gebirge Sierra Madre im Südosten der Stadtgemeinde wird zum Klimatyp IV, mit über das Jahr gleichmäßig verteilten Regenfällen, gerechnet. Der Rest wird zum Klimatyp III gerechnet, der durch zwei ausgeprägte Jahreszeiten gekennzeichnet ist, Trockenzeit von Januar bis April und Regenzeit von Mai bis Dezember.

### Baranggays
Aglipay ist in die folgenden 25 Baranggays aufgeteilt:
| - Alicia - Cabugao - Dagupan - Diodol - Dumabel - Dungo - Guinalbin - Ligaya - Nagabgaban - Palacian - Pinaripad Sur - Pinapirad Norte - Progreso | - Ramos - Rangayan - San Antonio - San Benigno - San Francisco - San Leonardo - San Manuel - San Ramon - Victoria - Villa Pagaduan - Villa Santiago - Villa Ventura |

## Geschichte
Die Stadtgemeinde Aglipay wurde am 11. November 1950 gebildet.

## Bevölkerungsstruktur und -entwicklung
1990 hatte Aglipay eine Einwohnerzahl von 16.419 Einwohnern, die Einwohnerzahl stieg bis 1995 auf 20.115 Einwohner bis 2000 auf 21.774 und bis 2007 auf 25.069 (jeweils Volkszählungsergebnisse).
Die meistgesprochene Sprache ist Ilokano gefolgt von Ifugao und von einer kleineren Sprecherzahl der Sprachen Tagalog, Ilongot, Ibaloi, Kankanai, Aklanon, Kankaney, Bontok und Bikol sowie anderer lokaler Sprachen.

## Wirtschaft
Der überwiegende Teil der Bevölkerung lebt von der Landwirtschaft, deren wichtigste Erzeugnisse Reis, Mais und Bananen sind.
Das Straßennetz hat eine Länge von insgesamt rund 124 km, wovon rund 31 km befestigte Betonstraßen sind.

## Sehenswürdigkeiten
In Aglipay befindet sich die Touristen zugängliche und aus 37 Höhlenkammern bestehende Aglipayhöhle, in der Nähe der Höhle liegt ein Campingplatz.